# Muni Metro

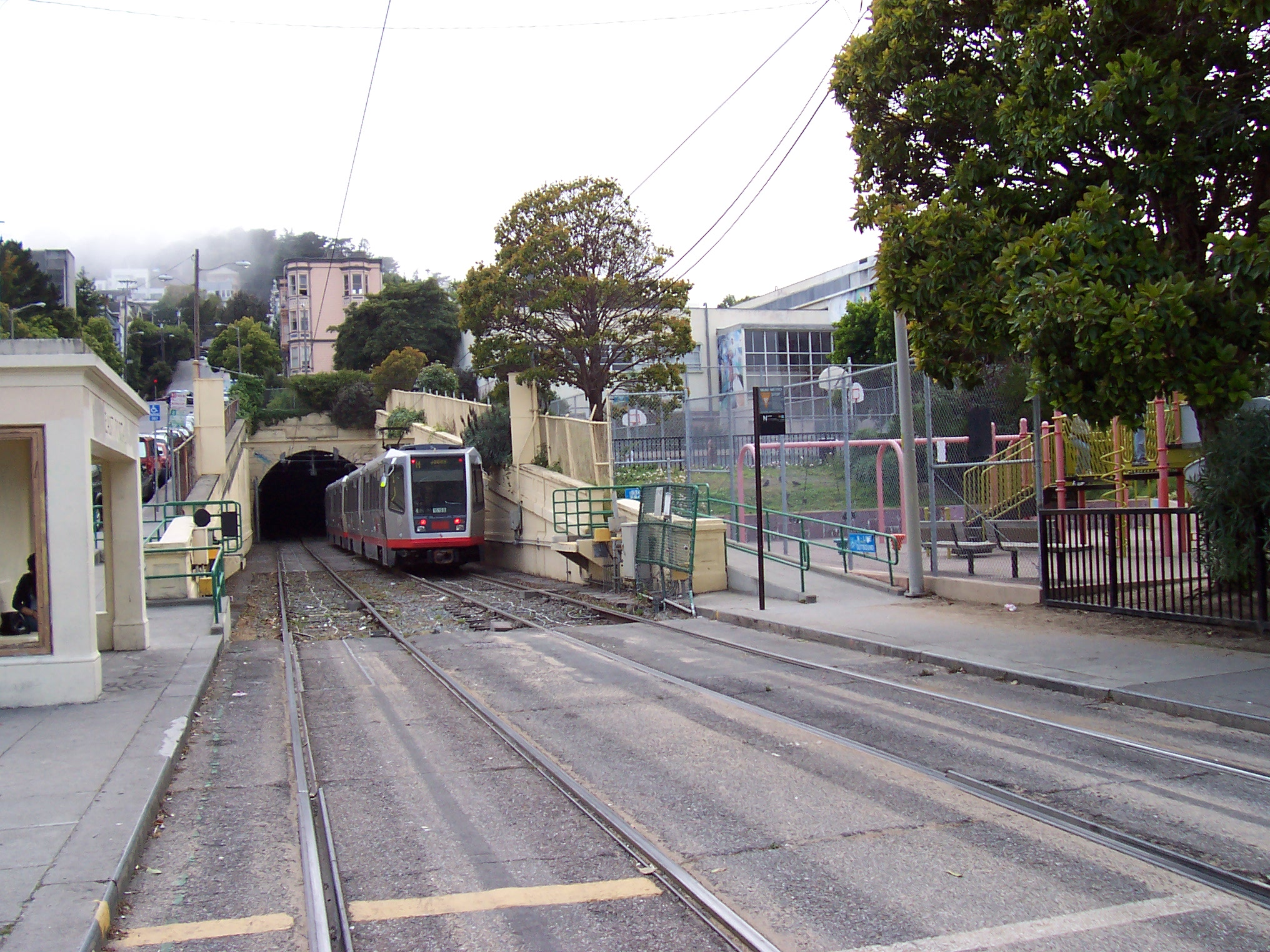
Восточный портал в Sunset Tunnel на линии N Judah

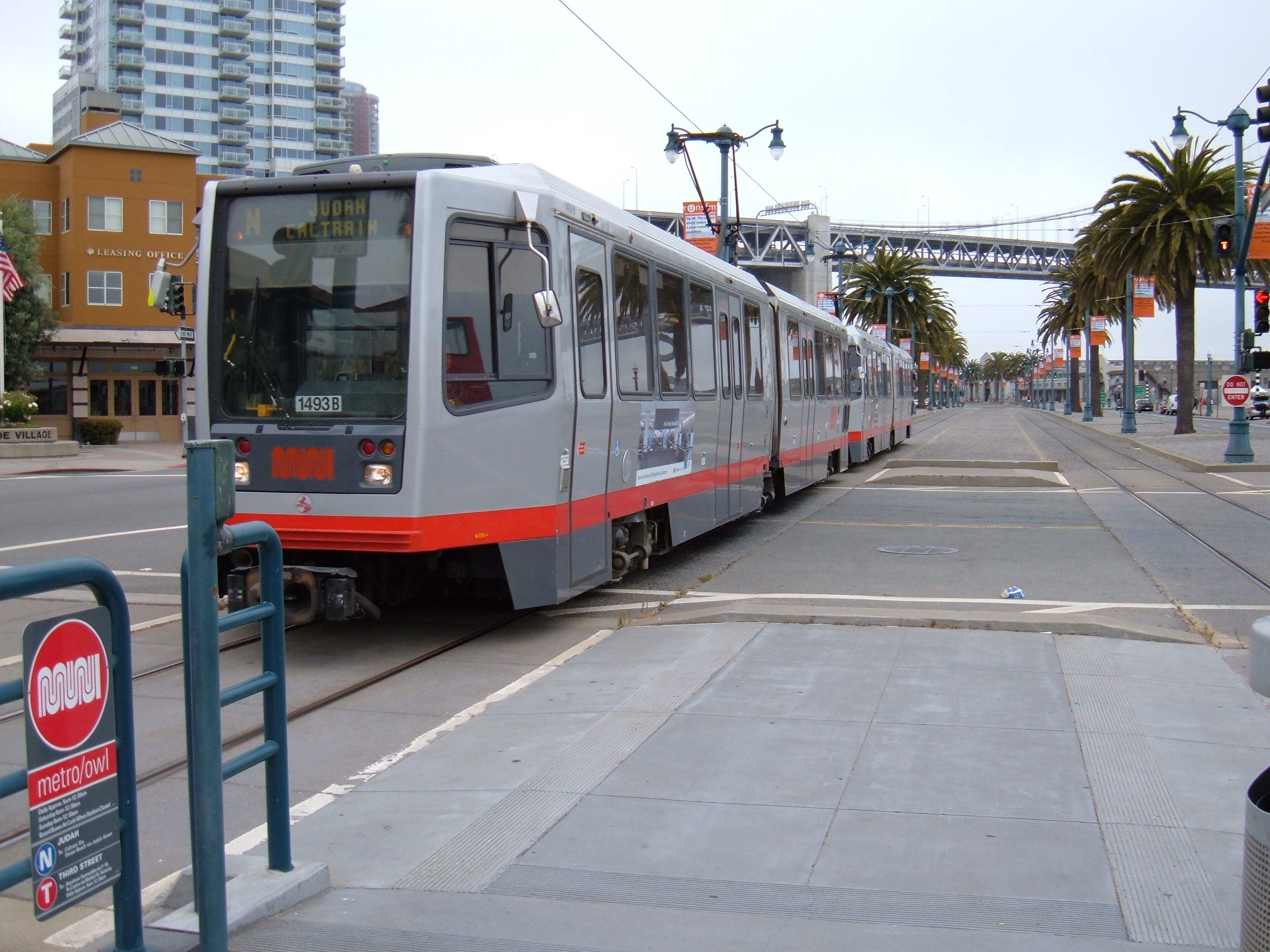
Состав на улицах

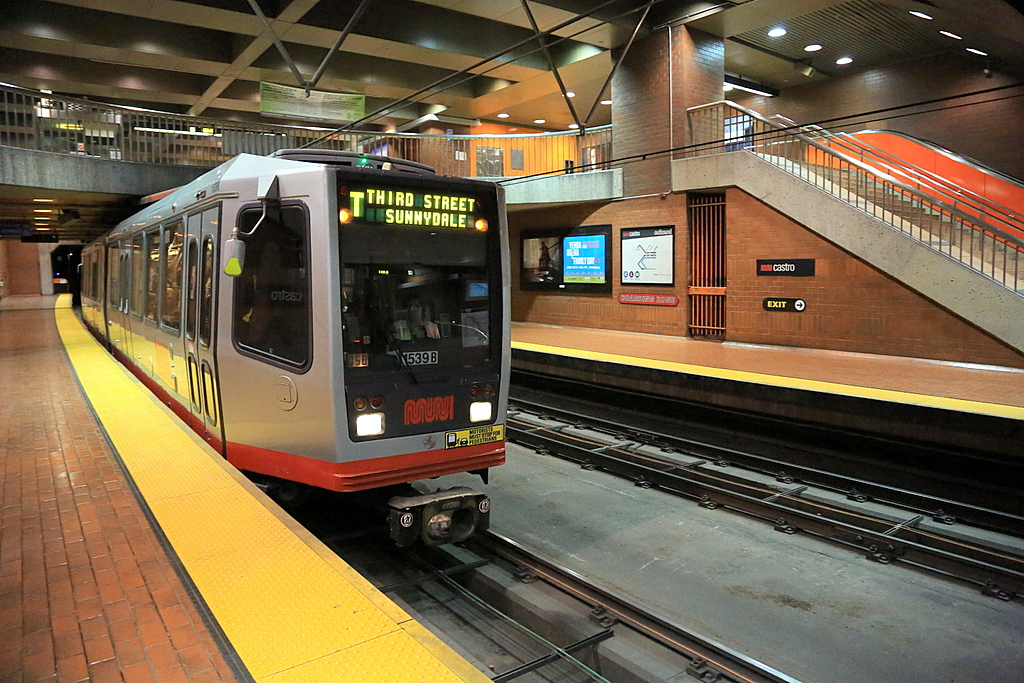
Подземная станция

Muni Metro — название современной трамвайной системы города Сан-Франциско (США). Она представляет собой подземный трамвай и напоминает метро на маршрутах, проходящих под землёй под улицей Маркет-стрит в деловом центре Сан-Франциско и одновременно является традиционной трамвайной сетью в остальных частях города, включая маршруты как обычных, так и скоростных трамваев на наземных и эстакадных участках. Систему эксплуатирует муниципальная организация San Francisco Municipal Railway (сокращённо — Muni).

## История
Сан-Франциско — один из немногих городов США, в которых сохранились трамвайные системы первого поколения (появившиеся в конце XIX века). Первый паровой трамвай в Сан-Франциско появился в 1860 году. Вскоре начали действовать и конные трамваи. В 1891 году в Сан-Франциско была открыта первая электрическая трамвайная линия. После землетрясения 1906 года многие линии кабельного трамвая в ходе восстановления электрифицировались.
В начале XX века улица Маркет-Стрит имела самое интенсивное трамвайное движение в мире. По ней было проложено четыре трамвайных пути, по которым в обоих направлениях курсировали трамваи двух конкурирующих фирм, Municipal Railway и Market Street Railway. Каждой фирме принадлежало два пути.
В пятидесятые-шестидесятые годы в Сан-Франциско были закрыты и заменены автобусами многие трамвайные линии, однако трасса пяти линий частично проходила по тоннелям (Twin Peaks tunnel: 3,6 км, открыт 3 февраля 1918 года; Sunset-tunnel: 1,3 км, открыт 21 октября 1928 года) и выделенным трассам, в связи с чем их было довольно трудно переоборудовать в автобусные маршруты. Эти линии сохранились. До семидесятых годов на них использовались старые трамваи типа PCC.

### От исторического к современному трамваю
В семидесятых годах под улицей Маркет был построен двухъярусный тоннель. На очень ранних стадиях проекта, планировалось, что оба яруса будут использоваться системой Bay Area Rapid Transit (которая является своего рода сочетанием метрополитена и пригородной электрички), при этом нижний ярус предназначался для более быстрых, пригородных поездов Bay Area Rapid Transit, а верхний — для поездов городской сети метрополитена BART. Однако вскоре планы изменились, и было решено, что поезда BART будут использовать только нижний уровень тоннеля, причём система BART в пределах города будет ограничиваться одной линией. За счёт применения системы автоматического движения поездов на этой линии реализуется максимальная скорость до 128 км/ч. Верхний же уровень тоннеля теперь должен был использоваться для движения трамваев. Кроме того, длина линий системы «BART» была уменьшена из-за политических разногласий с округом Марин (севернее Сан-Франциско).
Так как построенный тоннель был оборудован высокими платформами, использовать старые вагоны PCC в нём стало невозможно. Поэтому San Francisco Municipal Railway полностью обновила подвижной состав трамвая Сан-Франциско. Хотя тоннель и был достроен к 1978 году, трамваи стали ходить по нему только в феврале 1980 года, когда в город были наконец поставлены новые трамваи типа US Standard Light Rail Vehicle. С этого момента трамвайная система стала официально называться Muni Metro. Поэтапно, к ноябрю 1982 года, трасса всех пяти линий стала частично проходить по тоннелю.
С 1996 по 2003 год было закуплено 148 сочленённых трамваев производства фирмы Breda, Италия, которые стали постепенно заменять не слишком удачные в техническом отношении US Standard Light Rail Vehicle. Однако и трамваи Breda оказались довольно неудачными (см. ниже раздел «критика»).

### Расширение системы

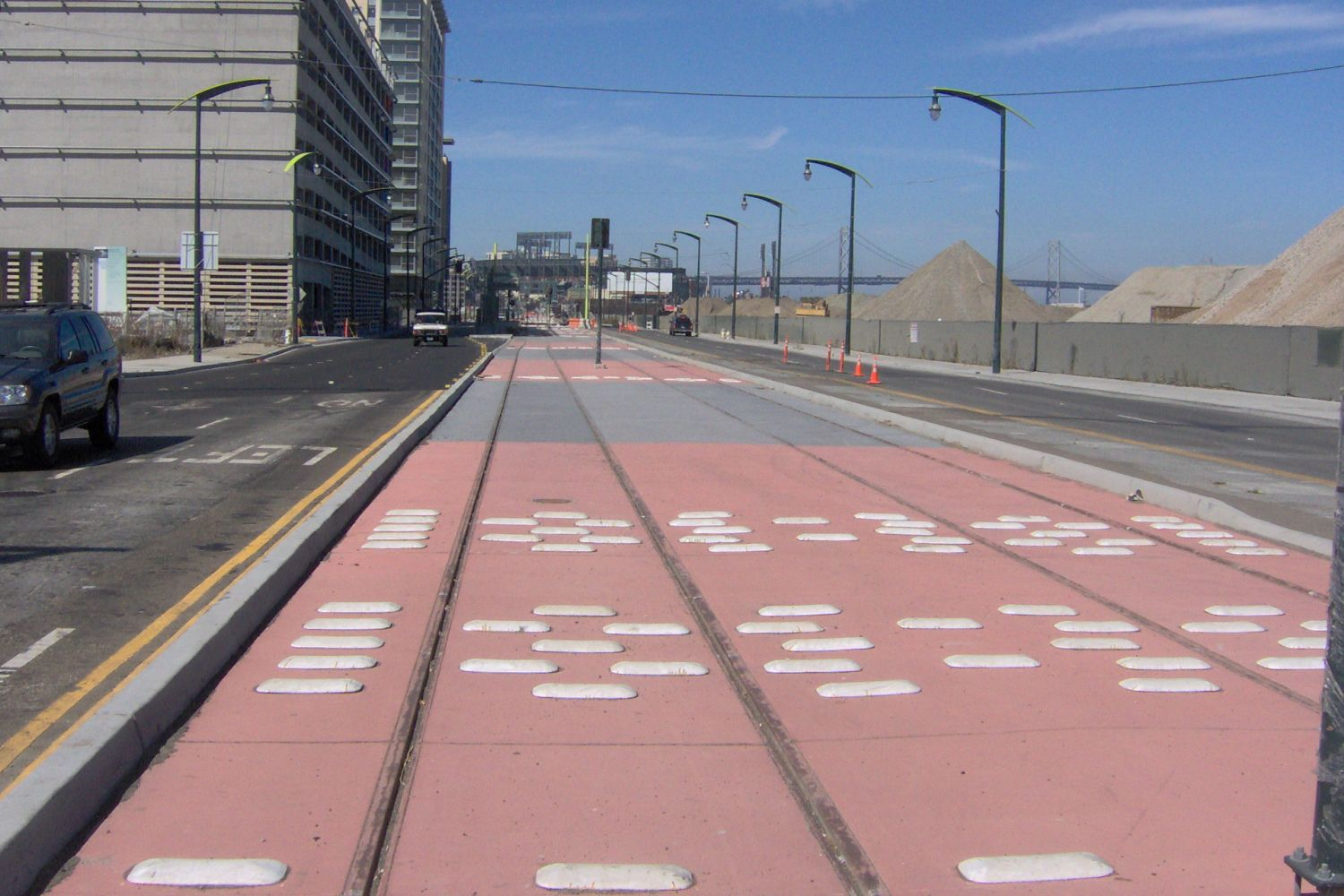
Рельсы строящейся линии Т на Третьей улице, сентябрь 2005 года

Как уже было сказано выше, в шестидесятых годах трамвайная система Сан-Франциско значительно уменьшилась. После этого в течение многих лет протяжённость сети не изменялась. Начиная с конца XX века сеть Muni Metro вновь начала расти.
В 1995 году по улице Маркет была вновь открыта историческая трамвайная линия «F». На линии использовались трамваи РСС. Полностью наземная линия стала очень популярна и была продлена в 1998 году до района Fisherman’s Wharf. Тогда же были закуплены Миланские трамваи типа Peter Witt. На линии «F» также эксплуатируются единичные экземпляры трамваев из Сан-Франциско, Нового Орлеана, Блэкпула, Мельбурна и др.

В 1998 году линия N была продлена на четыре остановки от остановки Embarcadero к новому бейсбольному стадиону команды Giants и вокзалу пригородных поездов Caltrain, где в XIX веке заканчивалась трансконтитентальная железная дорога.

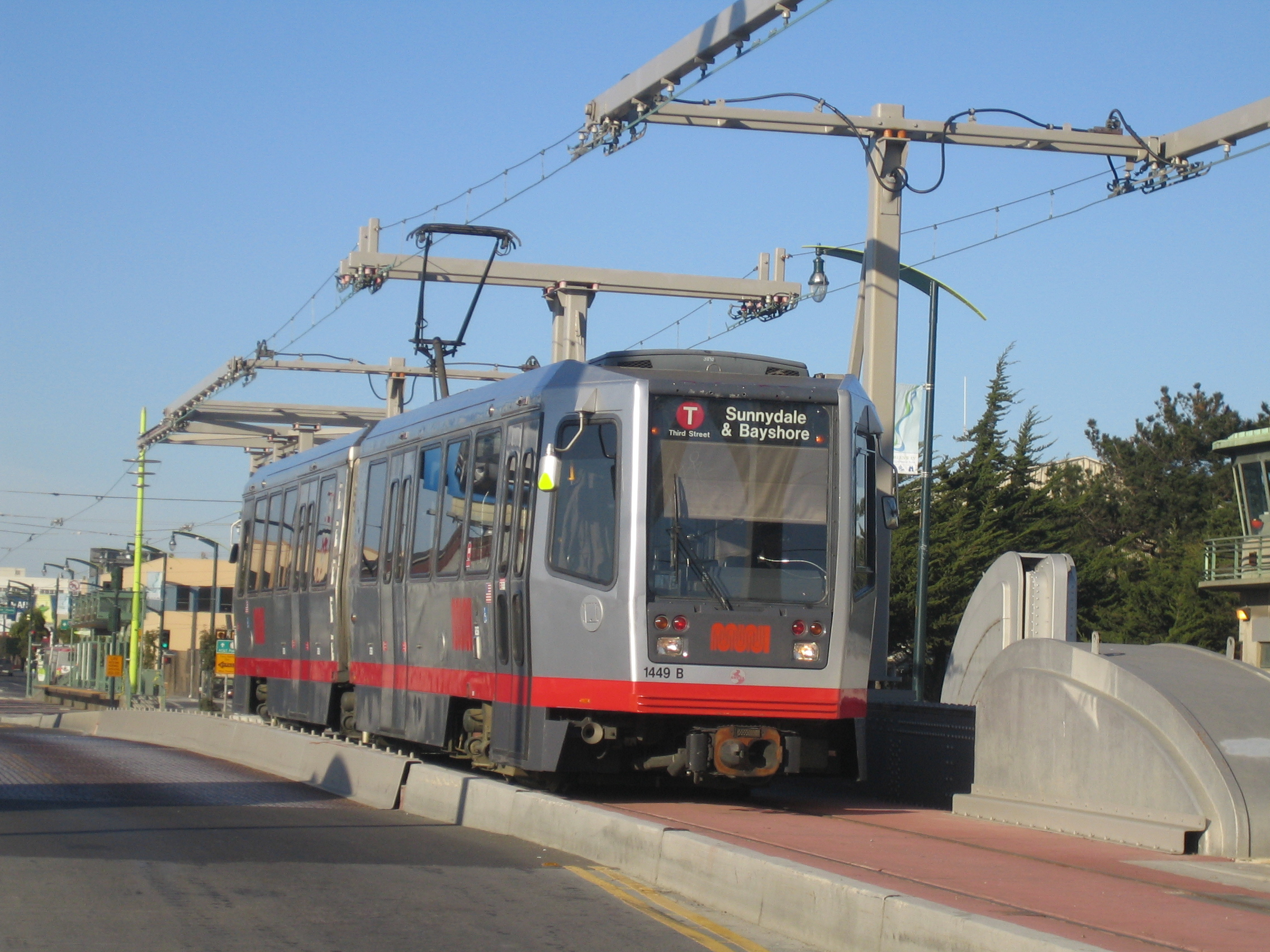
Трамвай на линии Т

 Это продление, несмотря на его небольшую протяжённость, было важно по двум причинам: во-первых, оно связало вокзал Caltrain с системой рельсового общественного транспорта Сан-Франциско, во-вторых оно имело психологическое значение, так как впервые за десятилетия трамвайная система начала расти. В будущем планируется использовать этот кусок путей для второй исторической линии Е, которая протянется от Caltrain до Fisherman’s Wharf.
В конце 2006 года завершилось строительство новой линии Muni Metro, T Third Street. Эта линия проходит через бывшие промышленные районы, где теперь строится новое жильё, а также через некоторые депрессивные районы города. Считается, что трамвайная линия будет способствовать улучшению ситуации в этих районах.
Линия T Third Street насчитывает девятнадцать остановок, все они оборудованы высокими платформами. С 13 января 2007 года линия T Third Street эксплуатировалась только по выходным в некоммерческом режиме. Полноценная эксплуатация началась 7 апреля 2007 года.
В будущем планируется строительство подземной трамвайной линии Central Subway, который послужит продолжением линии Т в центр. При этом, новая подземка пересечёт улицу Маркет под углом 90 градусов и пройдет под нижним уровнем БАРТа.

## Описание системы

### Линии (маршруты)
Система Muni Metro system состоит из 7 линий (маршрутов).
- F Market (наземная линия, на схеме не показана)
- J Church (оранжевая)
- K Ingleside (голубая)
- L Taraval (пурпурная)
- M Ocean View (зелёная)
- N Judah (синяя)
- T Third Street (красная, опытная эксплуатация этой линии началась 13 января 2007 года, полноценная эксплуатация началась 7 апреля 2007 года[5])

Все линии, кроме линии F, проходят через тоннель Маркет-Стрит.
Линия F проходит по улице Market от улицы Castro до Embarcadero, потом вдоль по Embarcadero до Fisherman’s Wharf.
Линии J, K, L, M и N начинаются в западной и юго-западной части города. Эти линии в основном имеют совмещённую трассу. Их остановки обычно расположены на перекрёстках улиц. Некоторые остановки оборудованы высокими платформами. В центре города трасса этих линий проходит большей частью по выделенным полосам, независимо от автомобильного движения.
Три линии, K, L и M, входят в тоннель Маркет-Стрит в его юго-западной оконечности, так называемом юго-западном портале. Их конечная остановка (Embarcadero) расположена в противоположной оконечности этого тоннеля.
Линии J и N входят в тоннель Маркет-Стрит в его юго-западной оконечности, через портал, расположенный рядом с Чёрч-стрит (Church Street) и авеню Дюбос (Duboce Avenue).
Линии N и Т, пройдя через тоннель Маркет-Стрит, выходят на поверхность через северо-восточный портал тоннеля. Выйдя из тоннеля на северо-востоке, линия N доходит до вокзала Caltrain, линия Т идёт дальше на юг, до границы графства в районе бульвара Бэйшор (Bayshore Boulevard).
В часы пик маршрут линии J также продлевается от конечной подземной остановки Embarcadero в северо-восточной оконечности тоннеля и доходит до вокзала Caltrain.
Существовала также линия (маршрут) S, которая проходила целиком в тоннеле Маркет-Стрит. Этот маршрут отменили после начала полноценной эксплуатации линии Т с 7 апреля 2007 года.
При выезде и заезде в депо, трамваи линии F используют наземную часть линии J.

### Тоннели

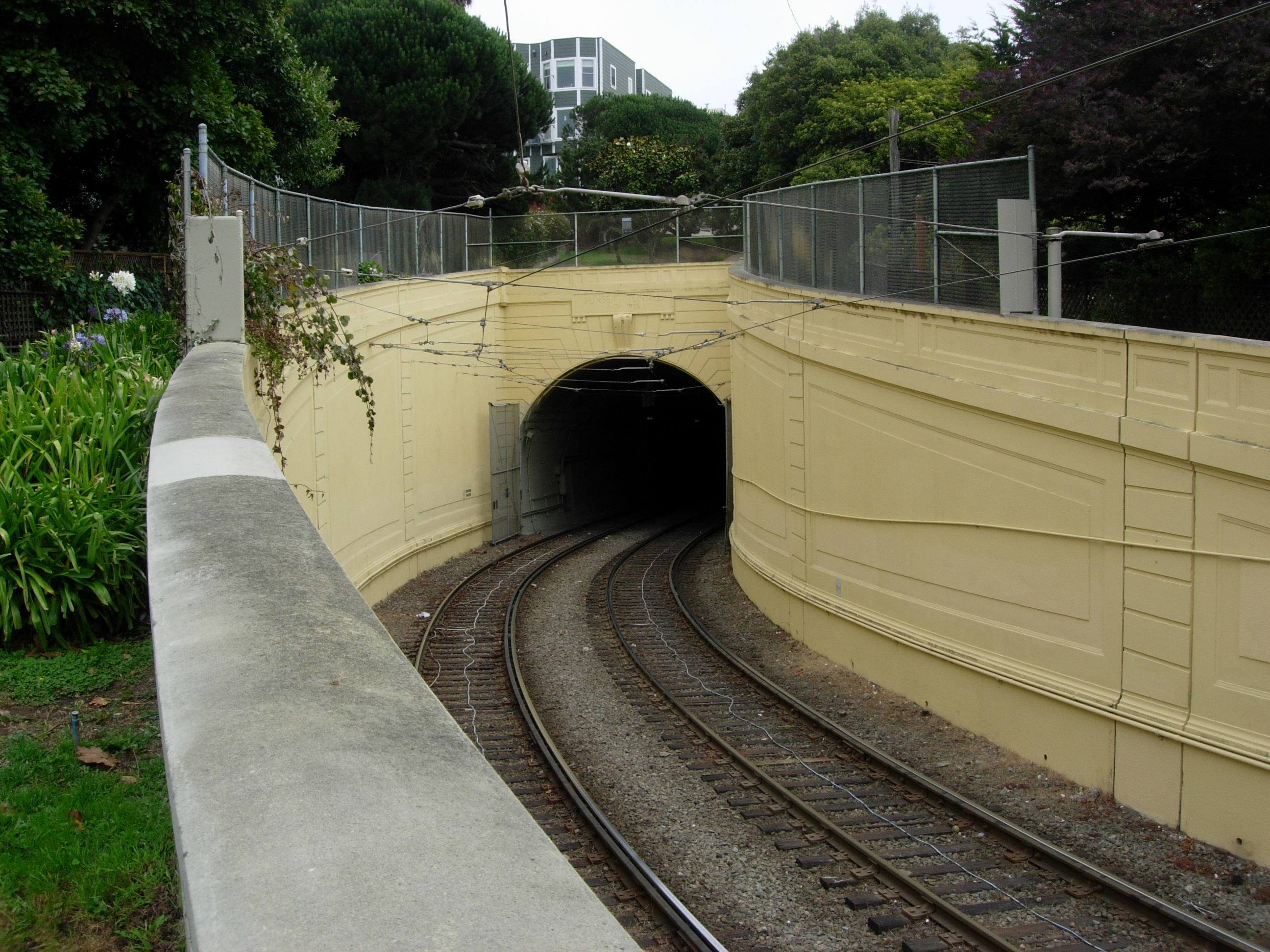
Западный портал тоннеля Сансет

Система Muni Metro имеет три тоннеля. Тоннель Маркет-Стрит (Market Street Subway) является главным узлом сети. Как следует из названия, он проложен под улицей Маркет-Стрит, его длина 5,7 км. Тоннель двухъярусный, нижний ярус используется метрополитеном BART, а через верхний ярус проходят все линии (маршруты) трамвая. Строительство этого тоннеля было завершено к 1978 году. В нём имеется семь подземных остановок (станций).
Через тоннель Твин-пикс (Twin Peaks Tunnel) проходят линии (маршруты) K, L и M. Этот тоннель был открыт 3 февраля 1918 года. Его длина — 3,2 км. Первоначально в тоннеле было две остановки, Forest Hill Station рядом с восточной оконечностью тоннеля и Eureka Station рядом с западной оконечностью, однако позднее станция Eureka Station была закрыта и заменена полу-подземной станцией West Portal Station, расположенной вплотную с западным порталом тоннеля. Во время строительства тоннеля под Маркет-Стрит, станция Forest Hill была закрыта, уровень её платформ были поднят, а также были установлены новые лифты. До 2007 года, в тоннеле было 2 провода: один для токосъёма с помощью пантографа, другой для токосъёма с помощью штанги (В Сан-Франциско все трамваи, сделанные до 1978 года, используют штанги). После обновления контактной сети, второй провод был убран.
Тоннель Сансет (Sunset tunnel) используется линией N. Он был открыт 21 октября 1928 года. Длина этого тоннеля — 1,2 км.

### Станции
В тоннеле под улицей Маркет-Стрит имеется семь подземных трёх-уровневых остановок (станций), четыре из которых являются пересадочными станциями между трамваем Muni и метро BART.
Покрытие потолков станций — поглощающие шум ребристые решётки, стены покрыты пористой керамикой или крашеным бетоном; пол выполнен из монолитного бетона. Шероховатая керамическая плитка уложена по краю платформ; такая плитка помогает не скользить пассажирам. На нескольких станциях также есть лифты.

## Подвижной состав
До открытия тоннеля под улицей Маркет-Стрит в Сан-Франциско использовались трамваи PCC. В 1980 году их заменили трамваями US Standard Light Rail Vehicle (сокращённо LRV) производства Boeing Vertol. В Сан-Франциско использовалось около ста тридцати трамваев LRV, из них тридцать первоначально предназначались для Бостона, однако MBTA отказался от их эксплуатации из-за частых поломок. 
Трамваи Boeing LRV оказались технически неудачными, и уже в 1995 году (через 15 лет после начала эксплуатации, вместо обычных 20-30 лет) их начали заменять сочленёнными трамваями производства итальянской фирмы Breda, которые получили обозначение LRV 2 и LRV 3. Всего был поставлен 151 трамвайный вагон Breda, последние трамваи Boeing LRV были заменены в 2001 году; при этом к концу 2006 года пять трамваев Breda уже было списано. 
Трамваи Breda также вызвали нарекания, в том числе на повышенный шум, невозможность работы в сцепке из трёх вагонов и низкую надёжность (пробег между отказами менее 1000 км). В 2014 году был проведён конкурс и заключён контракт на поставку трамваев Siemens S200, обозначение LRV 4. На 2021 год всего заказано 249 вагонов, из которых 68 вагонов поставлено в 2017-2019 года для расширения парка, 151 вагон будет поставлен в 2021-2027 годах для замены трамваев Breda, и дополнительные 30 вагонов будут поставлены в 2027-2029 годах.
Так как система Muni Metro имеет и станции с высокими платформами и остановки на уровне улицы, все трамваи высокопольные и оборудованы опускающимися ступеньками, которые поднимаются при подъезде к высоким платформам.

Вагоны Muni Metro
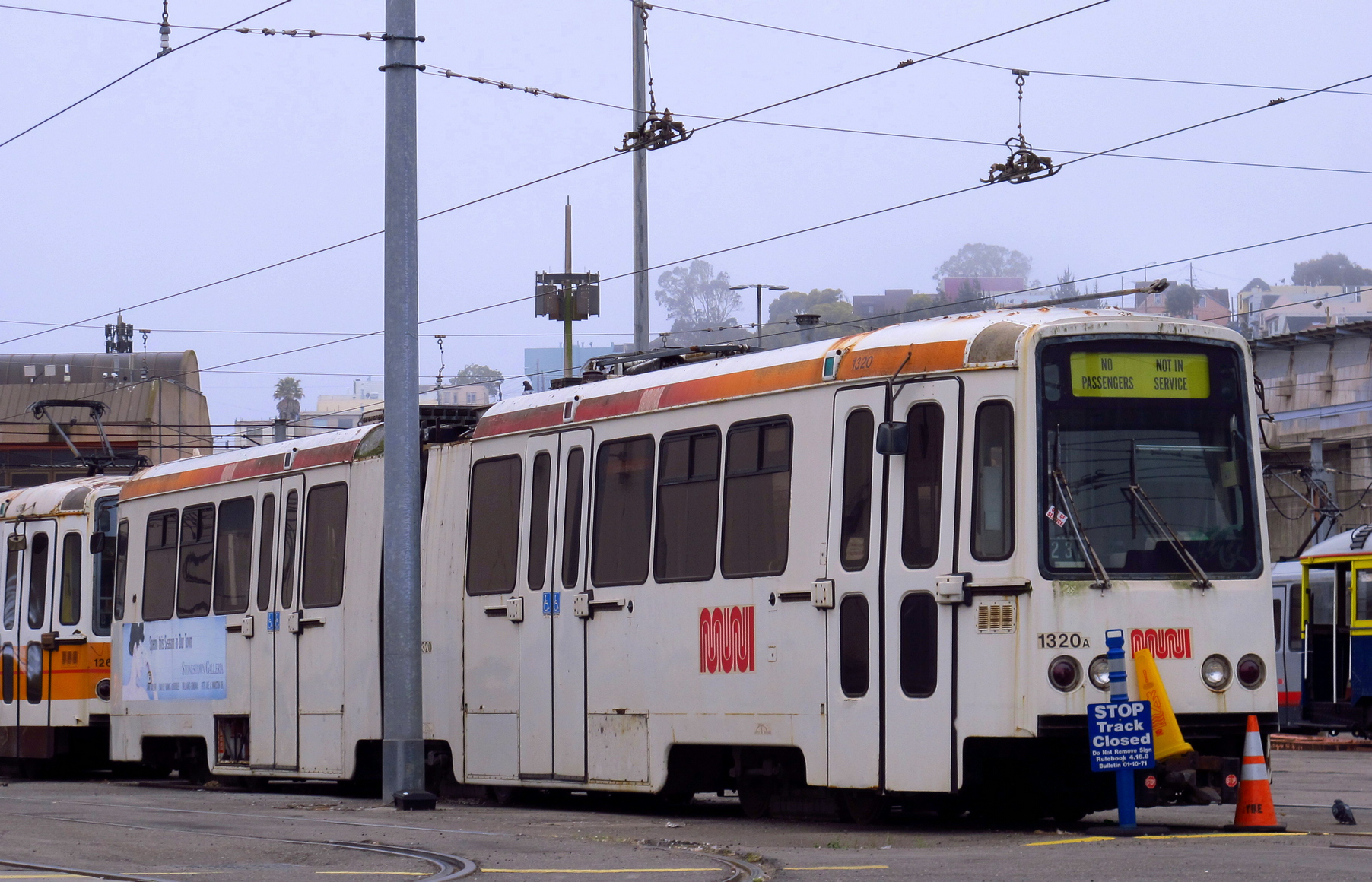
Boeing LRV на хранении в депо Грин Ярд
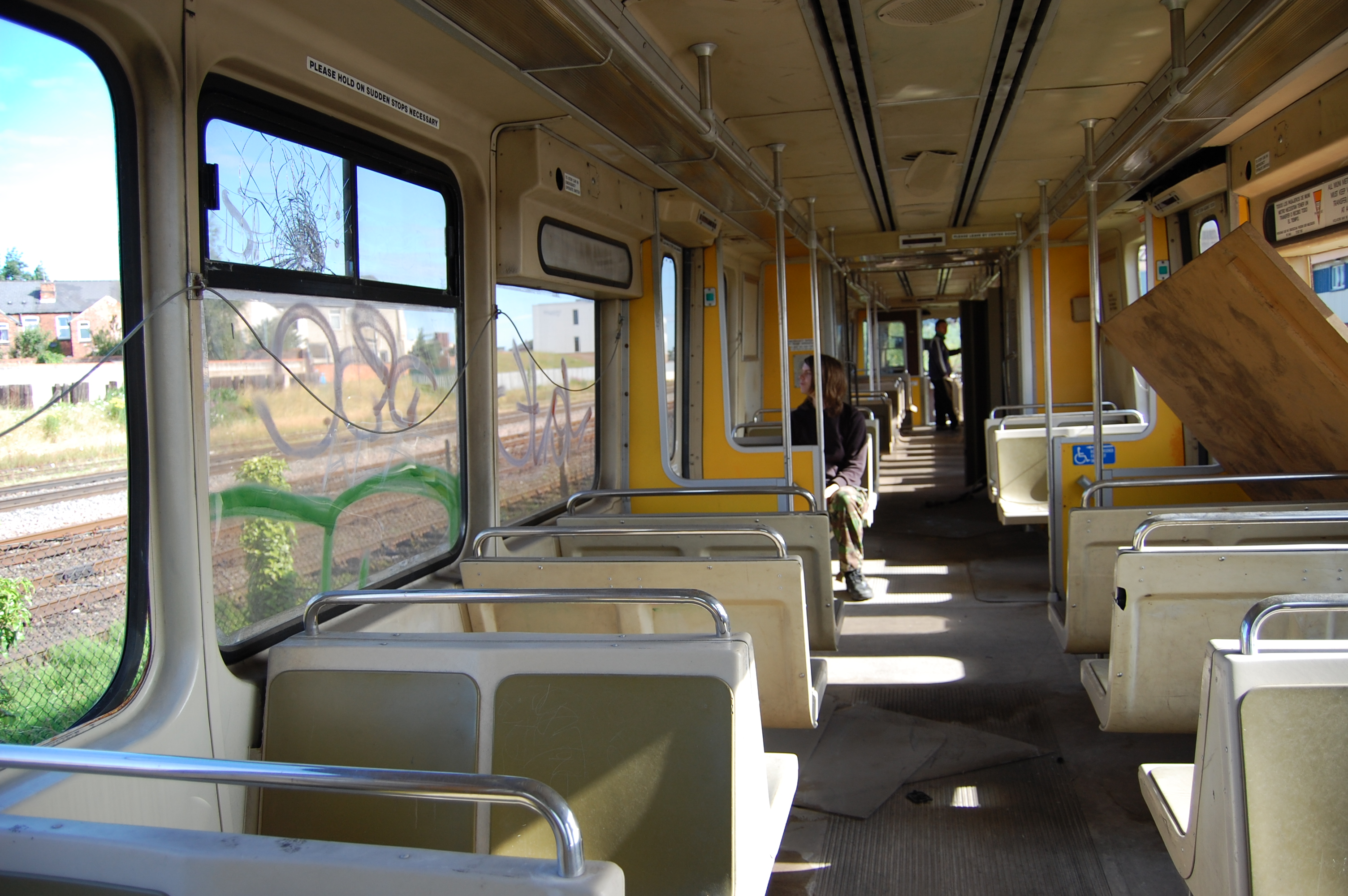
Салон Boeing LRV
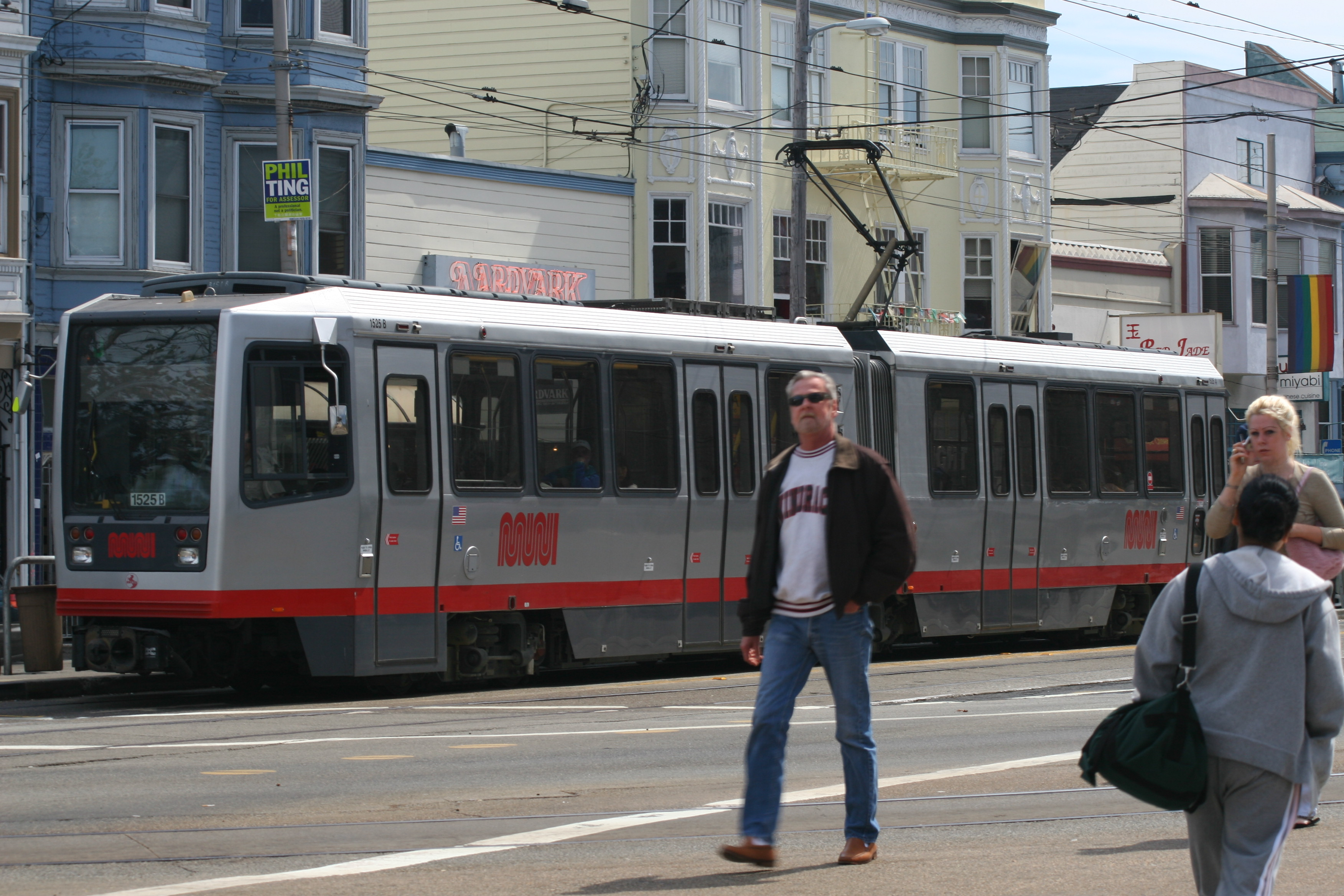
Breda LRV на остановке Чёрч энд Маркет
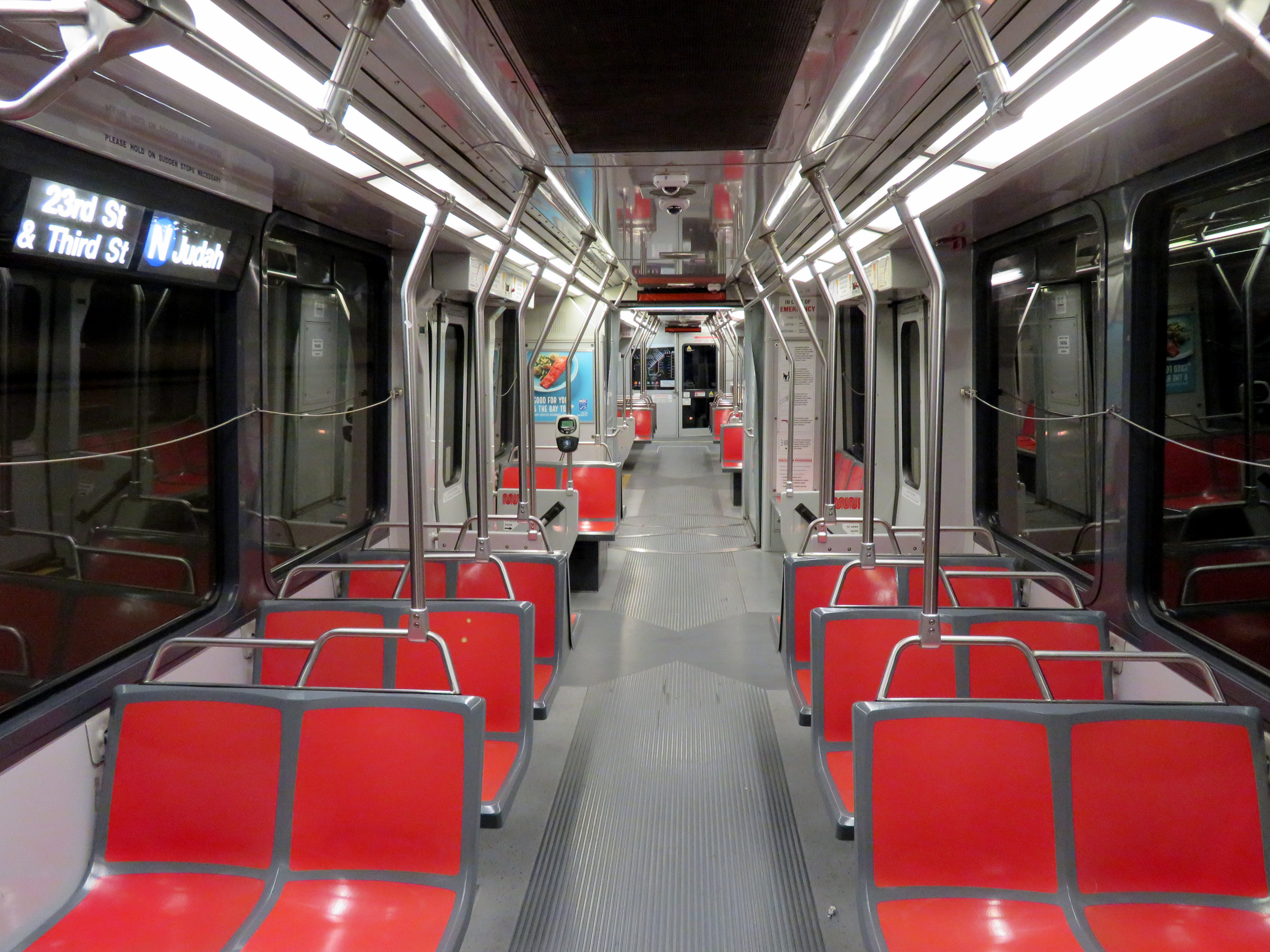
Салон Breda LRV
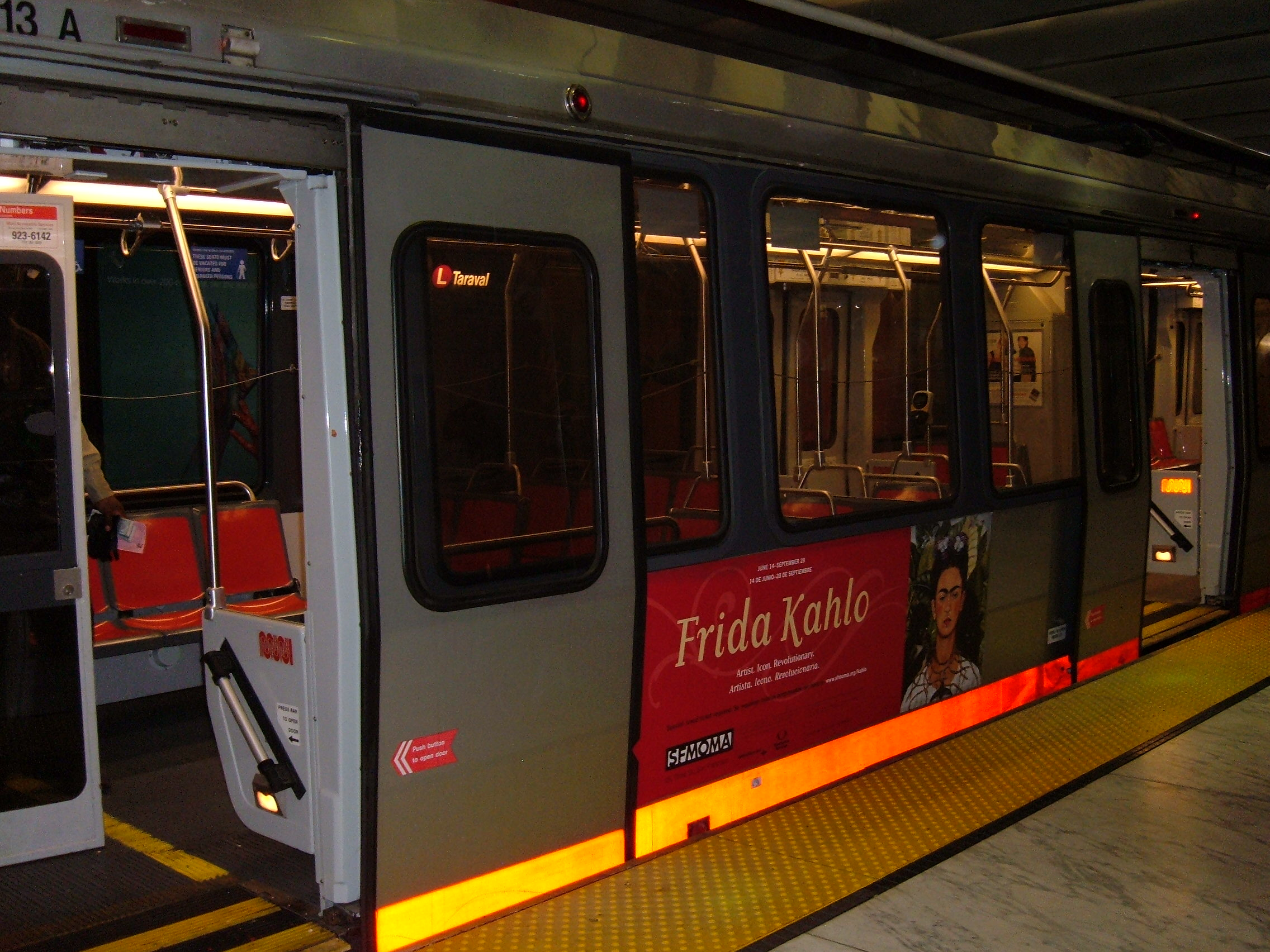
На подземной станции Эмбаркадеро
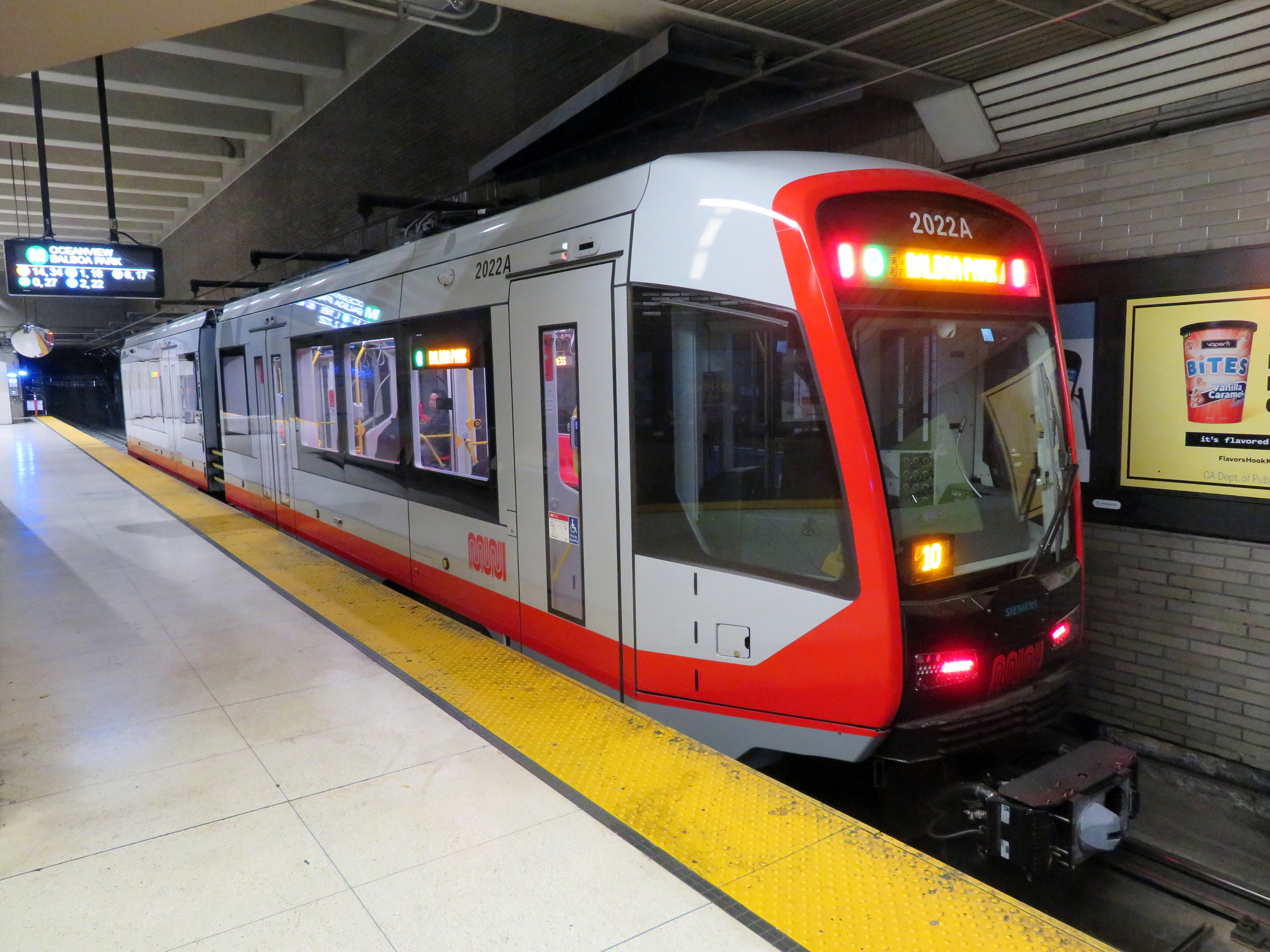
Siemens S200 на подземной станции Ван Несс
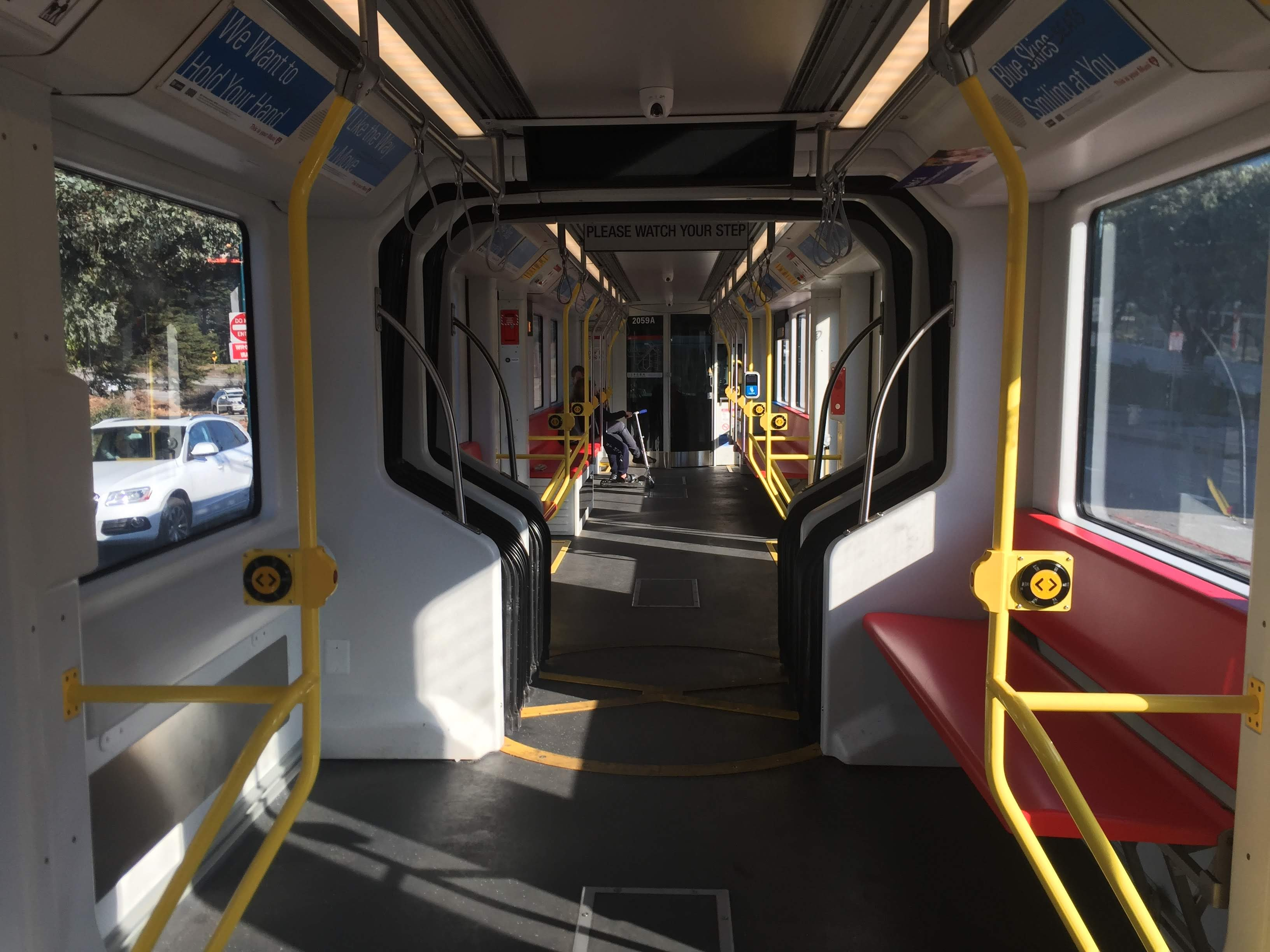
Салон S200
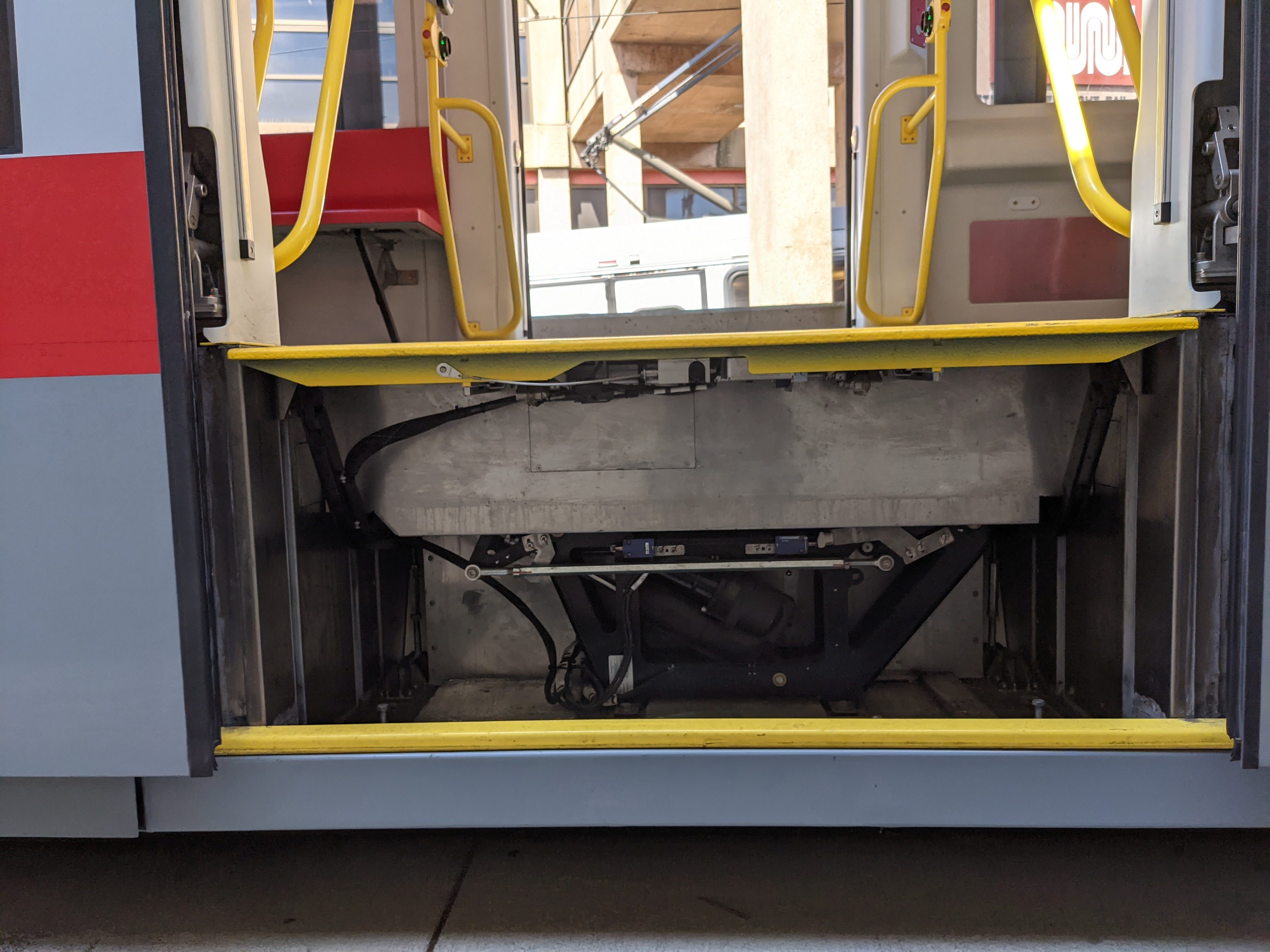
Механизм ступенек

## Организация работы

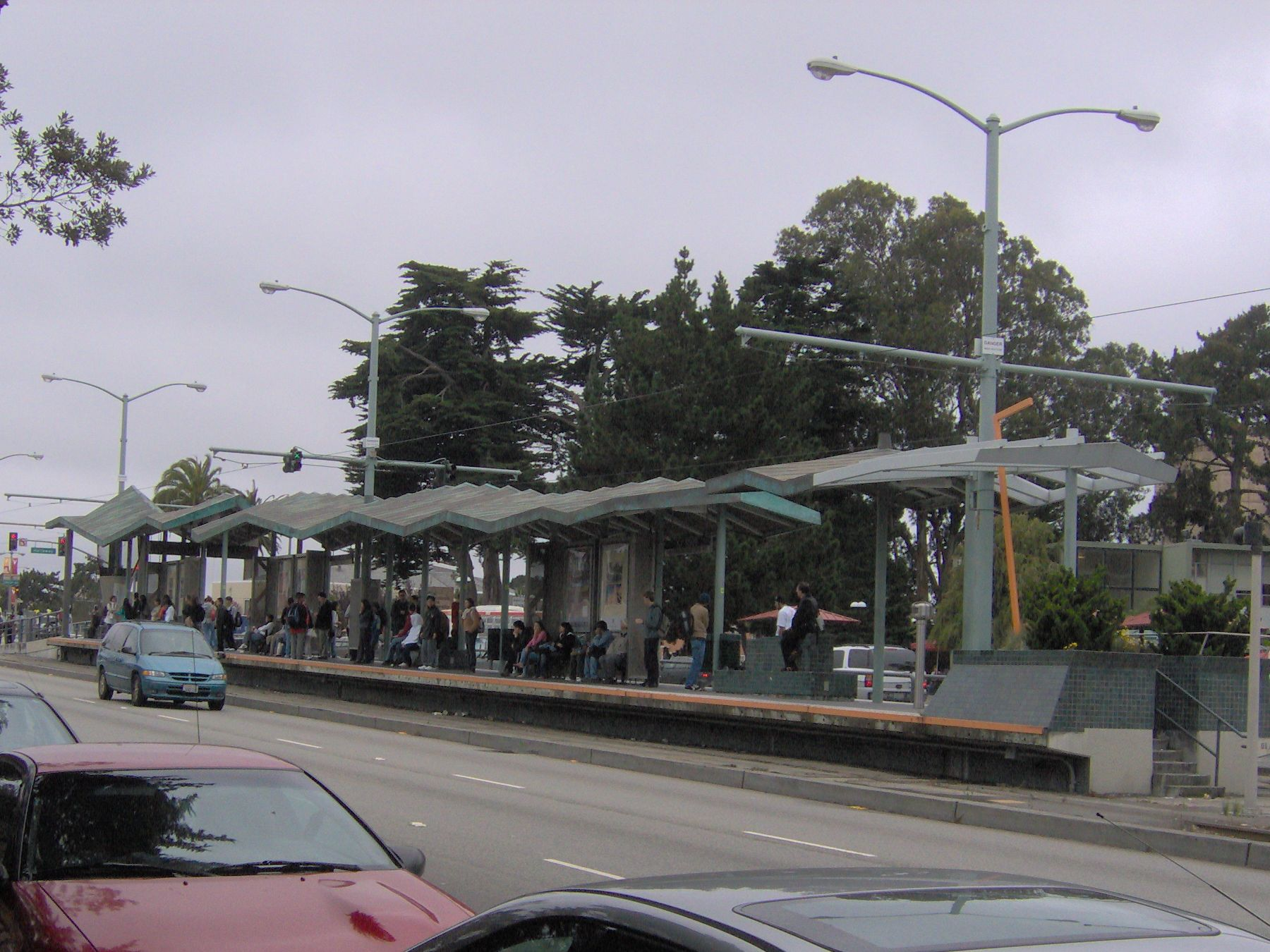
Остановка с высокой платформой San Francisco State University (Университет штата в Сан-Франциско) на линии M Muni Metro

Muni Metro работает приблизительно с пяти утра до часу ночи по рабочим дням, в субботу и воскресенье система начинает работать позднее, с семи и восьми часов утра соответственно. Это связано с тем, что станции совместные с БАРТом обслуживает БАРТ, а БАРТ начинает работу в указанное выше время из-за наличия ночного окна, которое используется для поддержки путей.
Ночью вдоль большей части линий L и N ходят автобусы, маршруты которых также обозначаются как L и N. Во время работ по реализации проекта Metro Improvement Project, движение трамваев на линиях K, L, и M между остановками Castro и West Portal по будним дням заканчивалось в девять вечера и заменялось автобусами, которые работали до часу ночи.
Стандартная стоимость поездки на Muni Metro такая же, как и на автобусах Muni, а именно $1.50. После оплаты проезда пассажир получает билет, с которым он может ездить на любом автобусе, историческом электрическом или современном трамвае в течение девяноста минут. Способы оплаты проезда различаются в зависимости от того, где пассажир садится на трамвай. На наземных участках в южной и западной части города пассажир оплачивает проезд водителю, заходя в трамвай через переднюю дверь. Те, кто уже имеют билет или пользуются проездным, могут заходить в трамвай через любую дверь. На подземных станциях используются турникеты. На наземных станциях с высокими платформами установлены автоматы по продаже билетов, на таких остановках пассажиры обязаны приобрести билет до того, как они сядут на трамвай. Пассажиры должны сохранять билеты до конца поездки, так как контроль может быть осуществлён в любое время.
Пассажиры могут пересаживаться с трамваев Muni Metro на автобусы Muni и наоборот, а также на исторические электрические трамваи линии F, однако при пересадке пассажиры обязаны входить в автобус или исторический трамвай через переднюю дверь. На остановках Powell и Embarcadero пассажиры также могут пересесть на исторический кабельный трамвай, на который обыкновенные одноразовые билеты не действительны.
Четыре подземных станции Muni Metro являются станциями пересадок между Muni Metro и метрополитеном BART. Также несколько наземных остановок Muni Metro расположено рядом со станциями Glen Park и Balboa Park метрополитена BART. Однако Muni Metro и BART эксплуатируются разными организациями и используют разные системы, поэтому билеты Muni в метро не действуют, и при пересадке пассажиры должны покупать билеты метро. Месячные билеты на Muni годятся в БАРТе и БАРТ продаёт определённый полумесячный проездной, BART Plus, который действителен на другие транспортные предприятия региона. BART Plus годен на БАРТ только как карта на определённую сумму.

## Критика
Система Muni Metro неоднократно становилась объектом критики.
Сильные нарекания вызвали трамваи Breda. Они оказались дороже, чем ожидалось. Планировалось, что каждый трамвай будет стоить 2,2 миллиона долларов, но в итоге цена возросла до трёх миллионов долларов. К тому же эти трамваи оказались слишком большими, тяжёлыми и шумными. Некоторые владельцы недвижимости подали в суд на город из-за того что, по их мнению, слишком тяжёлые трамваи разрушали фундаменты домов.
Из-за больших (по сравнению с трамваями Boeing) размеров, переход на трамваи Breda вызвал дополнительные расходы, связанные с переоборудованием депо и подземных станций. Также оказалось невозможно эксплуатировать эти трамваи в системах по три или больше вагонов, так как при такой эксплуатации трамваи не могут поддерживать связь друг с другом. Трамваи Breda оказались настолько шумными, что бюджет города выделил[когда?] дополнительные 15 миллионов долларов на меры по снижению их шумности. Однако существуют подсчёты, в соответствии с которым для снижения уровня шумности каждого трамвая до приемлемых объёмов придётся потратить миллион долларов. Несмотря на принятые меры, трамваи Breda до сих пор[когда?] шумят больше, чем трамваи PCC и Boeing. Вызывает опасения также безопасность трамваев. В 1998 году максимальная скорость была снижена с пятидесяти миль в час до тридцати миль в час в связи с недостаточной надёжностью тормозов.
Другой объект критики — система сигнализации и блокировки. В начале использования система неоднократно давала сбои, которые выражались, например, в том, что трамваи направлялись на неправильный путь. Чаще же без необходимости включалась система экстренного торможения. Пик проблем пришёлся на 1998 год. Тогда два репортёра газеты San Francisco Chronicle провели следующий эксперимент: один пошёл пешком, а другой поехал на трамвае по тоннелю. В итоге пешеход прибыл к финишу первым.
Проблемы с блокировкой не решены окончательно до сих пор.[когда?] Они вновь участились после введения в действие нового маршрута Т Third Street в апреле 2007 года. Кроме того, на данный момент,[когда?] судя по расписанию, система должна пропускать больше 40 сцепок в час. Технически, система может пропустить 36 пар в час. Кроме того, водители трамваев не торопятся разворачивать трамваи на конечной станции Embarcadero, что тоже приводит к существенным задержкам.